# Zebrasoma flavescens
Zebrasoma flavescens — солеводний вид риб родини Acanthuridae. Одна з популярних акваріумних риб.

## Таксономія
Вперше описана англійським натуралістом Едвардом Беннетом як Acanthurus flavescens в 1828 році з колекції в Гавайських островах. Назва flavescens це латинський прикметник «жовтий».

## Опис
Ростуть до 20 см в довжину і 1-2 см в ширину. Дорослі самці більші ніж самиці. Яскраво-жовтого забарвлення. Вночі жовтий колір трохи блякне, і посередині з'являється визначна коричнева пляма з горизонтальною білою смужкою. Вони швидко відновлюють яскравий жовтий колір під денним світлом.

## Харчування
У дикій природі вид їсть водорості та іншу рослинність з бентосу. У неволі здебільшого годуються акваріумним кормом на основі м'яса, але довготривалі ефекти цієї дієти на здоров'я сумнівні. Проте експерти акваріумної індустрії висловлюють скептицизм що добре збалансована дієта на основі рослин і м'яса була б шкідлива для здебільшого травоїдних риб, оскільки вони іноді потребують складні амінокислоти і поживні речовини які можуть надати тільки тварини. У природі риба чистить морських черепах, знімаючи водоростний наріст з їхніх панцирів.

## Розповсюдження

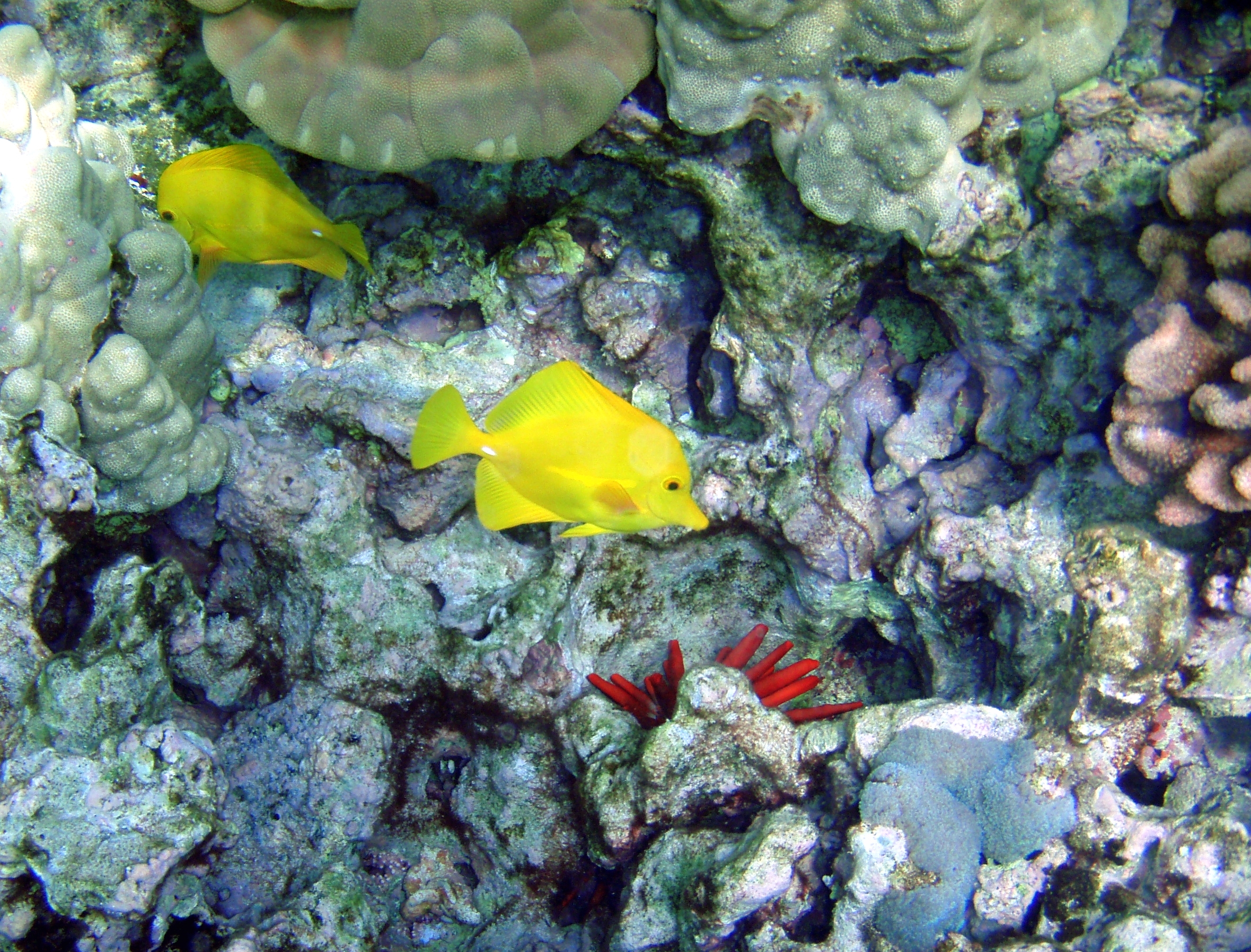
Вид у природному середовищі в район Кона, Гаваї

Вид живе переважно в мілководних рифах, 2-46 метра глибиною, в тихому і індійському океанах, на захід від Гаваїв і на схід від Японії. В Гаваях найбільше виловлюється для акваріумної промисловості (до 70 %).
Також зустрічається у водах біля Флориди, де він не є місцевим.

## В акваріумі
Zebrasoma flavescens часто утримають в солеводних акваріумах. У дикій природі тривалість життя може перевищити 30 років. В неволі живуть від 2-5 років до 20 років у дуже великих акваріумах; в середньому 5-10 років в типових акваріумах. Проте деякі вмирають у перший місяць (через помилки хобіїстів, непідхожих співжителів, голоду)
Потребують 15 літровий акваріум як мінімум (48"L × 21"H × 13"W). 20 літрів об'єму краще для одного екземпляру, але 27 літровий акваріум 150 см завдовжки є ідеальним.
Вид досить вразливий до cryptocaryon irritans та інших розповсюджених солеводних хвороб. Проте cryptocaryon irritans доволі просто запобігти якщо хвороба не занесена до акваріума разом з рибою, та якщо раптові перепади в температурі через поломку нагрівача уникаються чи швидко виправляються. Вони також вразливі до отруєння високим рівнем нітратів, тому рівень нітратів у воді потрібно підтримувати менше ніж 30 ppm.
Вид напівагресивний, хоча здебільшого успішно живе разом з іншими напівагресивними рибами схожого розміру. Вдало утримуються з меншими рибами з родини помацентрових. Іншими придатними сусідами є apogonidae, риби-клоуни, крилатки та вугрі. Також можуть утримуватись з будь-якими безхребетними в рифовому акваріумі.